# Дальнодействие и короткодействие
Дальнодействие и близкодействие (или короткодействие) — две концепции классической физики, противоборствовавшие на заре её становления.
Дальноде́йствие — концепция, согласно которой тела действуют друг на друга без материальных посредников, через пустоту, на любом расстоянии. Такое взаимодействие осуществляется с бесконечно большой скоростью (но подчиняется определённым законам). Примером силы, считавшейся одним из примеров непосредственного действия на расстоянии, можно считать силу всемирного тяготения в классической теории гравитации Ньютона, силу кулоновского взаимодействия двух электрических зарядов до создания теории Максвелла и магнитные силы в конкурировавших с максвелловской теорией теориях электромагнетизма Вебера и других.
Близкодействие (или короткодействие) — концепция, согласно которой взаимодействия передаются с помощью особых материальных посредников и с конечной скоростью. Например, в случае электромагнитных взаимодействий таким посредником является электромагнитное поле, распространяющееся со скоростью света.
В современной физике эти понятия иногда используются в другом смысле, а именно, дальнодействующими полями называют гравитационное и электромагнитное (они подчиняются в классическом пределе закону обратных квадратов), а короткодействующими — поля сильного и слабого взаимодействия, которые быстро спадают с расстоянием на больших масштабах, и поэтому проявляются лишь при малых расстояниях между частицами.

## Описание теорий
Принципиальное отличие теории близкодействия, принятой на сегодняшний день, можно рассмотреть на примере взаимодействия двух точечных частиц. Концепция близкодействия постулирует, что в процессе этого взаимодействия частица А испускает другую частицу — С, при этом её скорость и импульс меняются согласно законам сохранения. Частица С поглощается частицей В, что, в свою очередь, приводит к изменению импульса и скорости последней. В результате создается иллюзия непосредственного влияния частиц A и B друг на друга.
В современной физике проводится четкое разделение материи на частицы-участники (или источники) взаимодействий (называемые веществом) и частицы-переносчики взаимодействий (называемые квантами поля). Из четырёх видов фундаментальных взаимодействий надежную экспериментальную проверку существования частиц-переносчиков получили три — сильное, слабое и электромагнитное взаимодействия. Обнаружение переносчиков гравитационного взаимодействия — так называемых гравитонов — как отдельных частиц на современном уровне техники проблематично. Их существование предсказывается в некоторых квантовых расширениях общей теории относительности и других теориях квантовой гравитации. В сентябре 2015 года двумя детекторами-близнецами обсерватории LIGO были зарегистрированы гравитационные волны. Их дисперсия оказалась совместимой с безмассовым гравитоном, а скорость оценена как равная скорости света.
Важным отличием теории близкодействия от теории дальнодействия является наличие максимальной скорости распространения взаимодействий (полей, частиц), совпадающей со скоростью света.